# Andrena bairacumensis
Andrena bairacumensis är en biart som beskrevs av Morawitz 1876. Andrena bairacumensis ingår i släktet sandbin, och familjen grävbin. Inga underarter finns listade i Catalogue of Life.